# Himantozoum elatior
Himantozoum elatior är en mossdjursart som beskrevs av David och Pouyet 1986. Himantozoum elatior ingår i släktet Himantozoum och familjen Bugulidae. Inga underarter finns listade i Catalogue of Life.